# Права ЛГБТ в Буркина-Фасо
Гомосексуальные отношения в Буркина-Фасо легальны, но действует конституционный запрет на однополые браки.

## Правовое положение
И мужские и женские однополые сексуальные отношения в Буркина-Фасо никогда не были под запретом. Возраст сексуального согласия с 1996 года установлен на уровне 16 лет. Статья 23 Конституции страны от 1991 года не разрешает однополые браки, она определяет брак как союз мужчины и женщины:
Семья является основной ячейкой общества. Государство должно её защищать. Брак основывается на свободном согласии мужчины и женщины. Любая дискриминация по признаку расы, цвета кожи, религии, этнической принадлежности, касты, социального происхождения и благосостояния в браке не допустима. В семье все дети имеют равные права и обязанности. Родители обязаны воспитывать и обучать своих детей. Дети же обязаны уважать родителей.
По данным Государственного департамента США, в Буркина-Фасо «только гетеросексуальные пары, состоящие в браке или сожительствующие не менее пяти лет, могут усыновить ребёнка. Одиночным заявителям почти никогда не разрешается усыновлять детей в стране». В докладе Госдепа по правам человека за 2011 год сказано, что «закон не допускает дискриминации по признаку сексуальной ориентации в сфере труда и занятости. Тем не менее, дискриминация в обществе по признаку сексуальной ориентации и гендерной идентичности остаётся проблемой. Религиозные верования населения не принимают гомосексуализм, поэтому лица из числа ЛГБТ иногда становятся жертвами оскорблений и физического насилия. Как правило власти не реагируют на насилие в отношении этих лиц. В стране нет открыто действующих ЛГБТ-организаций».